# Tommaso de Mauro
Tommaso de Mauro (actif à Naples entre 1701 et 1716) est un compositeur italien, historiquement considéré comme important, car il a été un des premiers à composer des opéras-bouffes.

## Biographie
On sait peu de choses sur la vie et sur l'activité de Tommaso de Mauro, en particulier on ne connaît pas les dates et lieux de sa naissance et de sa mort. Sa première œuvre théâtrale connue est La donna sempre s'appiglia al peggio, le premier opéra napolitain du XVIIIe siècle, qui a été représenté en 1701 à Largo del Castello. Le livret de cet ouvrage nous dit qu'à l'époque, il était jeune et déjà bien connu par le public napolitain; de plus cette source indique qu'il n'avait pas de rivaux dans le genre de l'opéra-bouffe. En octobre 1706 avec L'Ergasto, il a inauguré le Teatro dei Fiorentini à Naples, qui allait bientôt devenir la principale scène napolitaine pour l'opéra comique. Le 14 décembre 1709, toujours dans ce même théâtre, a été mis en scène Lo spellecchia finto Razzullo, sa première œuvre en napolitain ; dans cette commedeja pe'mmuseca, très bonne sur un plan dramatique, on trouve un bon équilibre et un bon rythme entre les récitatifs et les parties musicales. Le 23 juillet 1716, sa demande de succéder à Gaetano Veneziano au poste de maître de la chapelle royale a été rejetée.